# Acceso anticipado
El acceso anticipado o acceso temprano (en inglés, early access) es un modelo de financiación en la industria de los videojuegos por el cual los consumidores pueden pagar por un videojuego en los diversos ciclos de desarrollo (pre alfa, alfa, beta) y obtener acceso a las versiones previas al lanzamiento oficial, mientras que el desarrollador puede usar esos fondos para continuar trabajando en el desarrollo del videojuego. Aquellos que pagan por estas versiones suelen ayudar a depurar el videojuego, proporcionar comentarios y sugerencias, y pueden tener acceso a materiales especiales del mismo. El enfoque de acceso anticipado es una forma común de obtener fondos para videojuegos independientes, y también se puede utilizar junto a otros mecanismos de financiación, incluido el micromecenazgo (crowdfunding). Muchos proyectos de micromecenazgo prometen ofrecer acceso a las versiones alfa y/o beta del videojuego a medida que avanza el desarrollo; sin embargo, a diferencia de algunos de estos proyectos que solicitan fondos pero aún no tienen un videojuego jugable, todos los videojuegos de acceso anticipado ofrecen a los jugadores una versión inmediatamente jugable del videojuego sin terminar.

## Historia
Tradicionalmente, los distribuidores de videojuegos no publican versiones de sus productos sin terminar para el público, sino que se basan en pruebas internas con acuerdos de confidencialidad. Esto evita que dichas versiones se conviertan en el objetivo de la piratería de software y limita la información que potencialmente se puede compartir con los competidores. Como tal, los distribuidores financiarán el desarrollo completo de un videojuego hasta su finalización, pero estarán menos dispuestos a correr riesgos en títulos experimentales. En algunos casos, los distribuidores han encontrado formas de permitir que los jugadores accedan al estado beta de un videojuego en un entorno controlado. Por ejemplo, una invitación a la versión beta de la modalidad multijugador de Halo 3 fue incluida en el videojuego Crackdown, lo que se tradujo en muchas ventas de este título.
Para los videojuegos independientes, que normalmente se publican sin un distribuidor, no es fácil conseguir una fuente de financiación para el desarrollo. Muchas empresas independientes pequeñas usan fondos personales, mientras que las más grandes pueden obtener inversiones de otras fuentes y más recientemente los programas de micromecenazgo como Kickstarter han demostrado ser viables para ambos. Otras dificultades para los desarrolladores independientes es la forma de probar sus videojuegos antes del lanzamiento, carecer de los recursos de un distribuidor y no obtener suficientes comentarios antes del lanzamiento.
El concepto de acceso anticipado ayuda a aliviar estos problemas. Generalmente, el acceso anticipado a un videojuego se ofrece cuando el videojuego se encuentra en un estado jugable, pero puede no estar completo o puede que aún tenga varios errores de software. A menudo, estos videojuegos se consideran lanzamientos alfa o beta, y pueden pasar meses o años hasta la finalización del producto. Los jugadores interesados pueden comprar el acceso al desarrollo del videojuego, obteniendo acceso al software en el estado de trabajo y se les anima a jugar y probar el software. Sus comentarios pueden ayudar al desarrollador a ajustar la dirección del videojuego, el arte y la mecánica del software en anticipación de una versión final. Una vez que se lanza el videojuego, el jugador continúa teniendo acceso al software o se le recompensa con un medio para obtener el lanzamiento final del título y otros extras, como sonidos especiales, su nombre en los créditos del videojuego u otras recompensas. Estos jugadores ayudan a financiar el videojuego hasta su finalización, pero corren el riesgo de que el producto por el que pagaron nunca llegue a su versión final. Un beneficio adicional puede venir del boca a boca preliminar de un videojuego en un estado de acceso anticipado. Como los jugadores generalmente no están limitados por acuerdos de confidencialidad para participar en el acceso anticipado, estos jugadores pueden proporcionar comentarios en las redes sociales o jugar realizando transmisiones, lo que posteriormente puede estimular el interés en el título.
Uno de los primeros ejemplos más conocidos de este modelo es Minecraft. El desarrollo del videojuego comenzó en 2009 por Markus Persson y estaba disponible inicialmente para navegadores web. Fue desarrollado en conjunto a su trabajo a tiempo completo. La versión alfa del videojuego demostró ser lo suficientemente popular que, en el mes del lanzamiento, Persson agregó un medio por el cual los jugadores podían pagar 10 euros (aproximadamente 15 dólares) para acceder al videojuego, lo que le permitió continuar su desarrollo. A medida que las ventas del videojuego aumentaron, pudo abandonar su trabajo unos ocho meses más tarde para trabajar en el desarrollo a tiempo completo y fundó Mojang para formar un equipo de desarrollo más grande. Minecraft continuó ofreciendo el acceso anticipado a lo largo de su período de desarrollo, asegurando que aquellos que compraron esta versión recibirían la versión final gratis, lo que ocurrió en noviembre de 2011. Antes de esto, casi dos millones de jugadores habían comprado las versiones alfa y beta, con más de 33 millones de dólares recaudados de estas ventas tempranas. El éxito de Minecraft hizo que el enfoque del acceso anticipado se convirtiera en una forma popular de publicar títulos independientes.

## Aplicación del modelo
Para facilitar el acceso temprano, algunas tiendas de distribución digital han proporcionado los mecanismos de venta y distribución para que los desarrolladores los usen para ofrecer sus títulos de acceso anticipado. Aunque estas tiendas solo reciben una pequeña fracción de las ventas del servicio, también manejan problemas complejos como pagos a través de tarjeta de crédito y servicios como PayPal, ancho de banda para entregar software, canje de códigos para otras tiendas digitales y promoción dentro del sitio web de la tienda. En 2011, la tienda digital Desura lanzó una iniciativa de financiación de versiones alfa para ayudar a los desarrolladores independientes a promocionar sus futuros títulos. Valve Corporation agregó el servicio de acceso anticipado a Steam en marzo de 2013, permitiendo a los desarrolladores aprovechar la tienda Steam y la API de Steamworks. En enero de 2016, la tienda digital GOG.com comenzó un programa de acceso anticipado llamado "Games in Development" similar al servicio de Steam pero siendo fiel a la filosofía de su tienda, manteniendo los títulos sin gestión de derechos digitales (DRM-free) y proporcionando más curación de contenidos para examinar los títulos mediante el servicio. GOG implementó además una política de reembolso de 14 días sin preguntas para los títulos de acceso anticipado, lo que elimina parte del riesgo para el comprador potencial. itch.io presentó su programa de acceso anticipado "Refinery" en mayo de 2016, que permitió a los desarrolladores elegir entre otros modelos de acceso anticipado, que incluyen versiones alfas para usuarios limitados y versiones beta solo con invitación.
El grupo Humble Bundle diseñó su propia tienda digital llamada "Humble Store" que también sirve como punto de venta y distribución digital para los desarrolladores independientes que desean vender acceso anticipado a sus videojuegos; y para los desarrolladores que buscan obtener un acceso a Steam, ofrece la posibilidad de proporcionar códigos de activación de Steam una vez que estos títulos estén disponibles en la tienda, mientras que también incorpora un método para permitir a los jugadores pagar o dar propinas al desarrollador además del costo base.
Los fabricantes de consolas de videojuegos también han considerado el éxito del acceso anticipado y han creado sus propios programas similares para los usuarios de sus consolas. Sony Computer Entertainment declaró en julio de 2014 que estaba considerando crear un programa de acceso anticipado para desarrolladores independientes de PlayStation 4 siguiendo el modelo de Steam, y en septiembre de 2015 lanzó este programa con el videojuego Dungeon Defenders II. De manera similar, Microsoft inició el programa Xbox Game Preview en junio de 2015 para aquellos usuarios inscritos en la aplicación "Vista previa" de Xbox One con planes para expandirlo completamente a todos los usuarios en Xbox One y Windows 10; el programa Xbox Game Preview difiere de las otras iniciativas, ya que los títulos de acceso anticipado incluyen una demo gratuita del videojuego en el estado actual del desarrollo para dar a los jugadores la oportunidad de probar el videojuego antes de comprarlo. Este servicio se lanzó con los títulos de acceso anticipado The Long Dark y Elite: Dangerous. Google ofrece un programa de acceso anticipado similar para la tienda Google Play para dispositivos Android desde el año 2016.
Aunque la mayoría de los títulos que usan el acceso anticipado provienen de desarrolladores independientes, algunos desarrolladores AAA han utilizado la estrategia del acceso anticipado para aumentar sus ciclos de desarrollo normales. Codemasters utilizó el programa Early Access de Steam para apoyar el desarrollo del videojuego Dirt Rally; en un punto en el que tenían que tomar la decisión de continuar o no con el desarrollo completo de un título de carrera de nicho, la empresa optó por utilizar el acceso anticipado para ofrecer una versión pulida del videojuego aún en desarrollo para medir el interés y obtener retroalimentación de los jugadores, corrigiendo los problemas que los jugadores habían tenido con títulos anteriores de la serie de videojuegos. Después de aproximadamente un año, Codemasters estaba confiada para proceder a la finalización del desarrollo del videojuego y producir versiones para consolas con su distribuidor junto con la versión de PC. Ubisoft utilizó el acceso anticipado para apoyar la finalización del desarrollo del videojuego Tom Clancy's Ghost Recon Phantoms (anteriormente llamado Ghost Recon Online) después de que se completara el trabajo de desarrollo primario, incorporando la retroalimentación de los jugadores para afinar el videojuego final.
En varias ocasiones el acceso anticipado está vinculado con otros medios de financiación. Los videojuegos que han usado Kickstarter u otros mecanismos de micromecenazgo a menudo incluyen el acceso anticipado a los patrocinadores, y luego permiten que aquellos que no participaron en el financiamiento compren ese acceso anticipado, lo que ayuda a proporcionar fondos adicionales para una mayor expansión. El término también puede usarse de manera peyorativa para describir videojuegos lanzados al público general bajo la presunción de que fueron videojuegos completos, pero que aun así requieren un alto grado de parches o actualizaciones para resolver un gran número de errores de software o para agregar características que faltaron en el lanzamiento, incluso si esta no era la intención del desarrollador o distribuidor. Los videojuegos de lanzamiento completo como No Man's Sky, Mass Effect: Andromeda y Sea of Thieves han sido etiquetados negativamente por los críticos como "acceso anticipado" de esta manera.
Para los videojuegos gratuitos que se lanzarán con monetización dentro del videojuego, los desarrolladores y editores frecuentemente ponen a la venta un paquete de "fundadores" (founders pack] que les da a los jugadores acceso anticipado al videojuego, incluida la moneda del juego, equipamiento especial u otros artículos que los marcan como fundadores, entre otros beneficios, los cuales podrán usar después del lanzamiento completo del videojuego. Además, cualquier progreso realizado durante ese período se conserva cuando el videojuego deja el acceso anticipado, dando a esos jugadores una ventaja sobre los jugadores más nuevos. Este enfoque se ha usado para juegos como Paragon, Dauntless, y Fortnite: Salvar el mundo.

### Steam Early Access
El servicio de lanzamiento "Steam Early Access" (administrado por Valve Corporation) utiliza el software propietario de Steam para ventas y distribución de videojuegos. El programa se estrenó el 20 de marzo de 2013 y tuvo inicialmente a 12 videojuegos disponibles. Antes de que se publiquen los videojuegos, los desarrolladores solicitan retroalimentación de los compradores de Steam Early Access (quienes han contribuido fondos para la creación del videojuego) para proporcionar la información necesaria. Después de su estreno, Valve planeó que los títulos aceptados de Steam Greenlight fuesen agregados a Steam Early Access, así como agregar títulos que ya han sido aceptados a través de Steam Greenlight.

## Videojuegos notables que usaron el acceso anticipado
Además de Minecraft, la lista siguiente es una lista parcial de los videojuegos que se han considerado exitosos en su fase de acceso anticipado:
- Besiege se lanzó con acceso anticipado sin una campaña fuerte para su jugabilidad, pero tenía una un gran apartado visual que atraía a los usuarios al videojuego. Según Steam Spy, se vendieron más de un millón de copias del videojuego en el primer año de acceso anticipado.[26][27]
- DayZ, un videojuego multijugador basado en zombis, ganó más de 400 000 ventas en una semana después de estar en Early Access.[28]
- Fortnite de Epic Games utilizó un período de acceso anticipado pagado después de dos períodos beta cerrados antes de su lanzamiento como videojuego gratuito en 2018; aquellos que compraron en este período obtendrían beneficios adicionales una vez que el videojuego se lanzara en su totalidad. Epic Games informó que más de 500 000 jugadores compraron dicho período de acceso anticipado una semana después de su lanzamiento.[29]
- Ark: Survival Evolved vendió más de un millón de copias en un mes desde su lanzamiento en 2015 en acceso anticipado, y más de nueve millones en el momento en que se lanzó completamente dos años después.[30][31]
- Conan Exiles vendió 320 mil copias en su primera semana de lanzamiento mediante el Early Access de Steam, cubriendo completamente los costos de desarrollo existentes de Funcom y permitiéndoles refinar aún más el videojuego con la participación de la comunidad.[30] En mayo de 2018 dejó el acceso anticipado después de aproximadamente 15 meses, con más de un millón de ventas antes de ese punto.[32]
- Darkest Dungeon también usó actualizaciones incrementales durante su acceso anticipado, dada la cantidad de varios sistemas de jugabilidad que usa y los desarrolladores, Red Hook Studios, tuvieron que manejar un gran volumen de comentarios negativos al agregar una jugabilidad específica que cambia la forma de jugar y que, según sus creadores, era crítico para el videojuego. El estudio reportó ventas de más de 650 mil copias a través de su período de acceso anticipado y una semana después de lanzar su versión final.[26][33]
- Don't Starve usó su propio enfoque de acceso anticipado así como la versión de Steam para agregar características incrementalmente y obtener comentarios de su base de jugadores, tratando cada lanzamiento nuevo como una nueva expansión del videojuego para mantener a los jugadores involucrados durante este período.[26] Klei Entertainment ha utilizado el acceso anticipado para sus siguientes títulos como Invisible, Inc. y Oxygen Not Included.[34][35]
- Kerbal Space Program siguió un modelo similar al de Minecraft y eventualmente pasó al programa de acceso anticipado de Steam, donde vendió millones de copias.[36]
- PlayerUnknown's Battlegrounds fue lanzado en el programa Early Access de Steam a finales de marzo de 2017 con un plan enfocado para completar el acceso anticipado dentro de los seis meses siguientes a través de actualizaciones frecuentes. En esos meses, PlayerUnknown's Battlegrounds había vendido más de diez millones de copias y había recaudado más de 100 millones de dólares en ingresos.[37][38] Para cuando el videojuego fue lanzado por completo en diciembre de 2017, PUBG reportó más de 30 millones de jugadores en total, un número impulsado por la popularidad del videojuego en China.[39][40]
- Prison Architect fue capaz de recaudar alrededor de ocho millones de dólares en ingresos de más de 250 mil ventas del videojuego mientras todavía estaba en acceso anticipado.[41]
- Subnautica tuvo una recepción tibia cuando fue lanzado a través del acceso anticipado en diciembre de 2014 pero su desarrollador continuó impulsando un proceso de desarrollo muy abierto, permitiendo a los usuarios ver directamente parte de la documentación de planificación de su proyecto y proporcionando los medios para que los usuarios pudiesen proporcionar comentarios directamente desde el videojuego. Esto permitió que el videojuego se perfeccionara a través del proceso de acceso anticipado y obtuviera críticas favorables, lo que condujo a posibles lanzamientos en consolas de videojuegos.[26]
- Unturned, un videojuego de supervivencia zombi, permitió a los jugadores crear contenido para el videojuego durante la fase de acceso anticipado, que podía ser descargado por los jugadores a través de Steam Workshop y que en ocasiones, el desarrollador agregaba de forma oficial al videojuego.[42][43]

### Videojuegos fallidos
A pesar de los numerosos éxitos, han existido casos en los cuales se falló al aplicar el enfoque del acceso anticipado a algunos videojuegos. El videojuego Earth: Year 2066 fue puesto en el servicio Early Access de Steam junto a varias promesas de futuras características, pero los jugadores que compraron el título descubrieron que el videojuego tenía numerosos errores de programación que lo hacían injugable, que no había logrado cumplir sus promesas en la página del producto y que había utilizado un número de assets del motor de juego comercial. Muchos usuarios, incluido Jim Sterling de The Escapist, lanzó duras críticas al desarrollador del videojuego Killing Day Studios por abusar del programa de acceso anticipado e instó a Valve a eliminar el título por representar fraudulentamente su jugabilidad. Posteriormente, Valve eliminó el título y reembolsó las compras realizadas, señalando que aunque los desarrolladores que usan el acceso anticipado tienen derecho a promocionar y establecer el precio de sus productos, «Steam requiere honestidad de los desarrolladores para la comercialización de sus videojuegos».
Otro ejemplo es el videojuego Spacebase DF-9; mientras que el equipo de desarrollo de Double Fine había diseñado planes para varias características y mejoras de la jugabilidad con el tiempo, Double Fine optó por finalizar su desarrollo a tiempo completo, completando su acceso anticipado y lanzando un producto final que, aunque jugable por completo, carecía de muchas de las características planeadas; con esto, la compañía continuaría solucionando errores críticos e incluiría soporte para modificaciones de los usuarios a través de Steam Workshop, pero no planeaban ningún contenido nuevo para el videojuego, decepcionando a muchos jugadores que buscaban que fuesen implementadas las características planificadas. Poco después del lanzamiento de la versión 1.0, se despidieron a doce empleados de la compañía, incluido el programador y líder del proyecto, JP LeBreton. Tiempo después en los foros de Double Fine se anunció que no había planes para futuros parches y que no había ningún equipo de desarrollo asignado al proyecto dejando la integración de Steam Workshop en el limbo. Tim Schafer de Double Fine declaró que optaron por esta solución ya que, mientras Spacebase DF-9 representaba su primer experimento con el enfoque del acceso anticipado, habían llegado a un punto donde la cantidad de dinero obtenido de las ventas del videojuego en acceso anticipado no cubría los costos de producción, y el tiempo necesario para alcanzar los objetivos planeados habrían sido varios años más adelante.

## Recepción
En general, los críticos de videojuegos han desarrollado políticas para evitar hacer reseñas finales con puntuaciones para los videojuegos en acceso acceso anticipado, en lugar de ofrecer comentarios provisionales sobre el videojuego. Los críticos de Polygon han afirmado que sienten que deberían proporcionar comentarios sobre cualquier producto que se venda a los consumidores, pero reconocen que los títulos de acceso anticipado todavía están en desarrollo y por lo tanto los manejarán de una manera diferente a las reseñas normales de productos. Eurogamer, como parte de una política de reseñas actualizada, solo reseñará formalmente las versiones comerciales de los videojuegos después de su lanzamiento, aunque puede dar impresiones iniciales de los videojuegos que aún están en desarrollo de acceso anticipado.
Para la realización de los principales premios de la industria, generalmente no se consideran los videojuegos que aún están en acceso anticipado ya que técnicamente aún no se han publicado y no han recibido reseñas críticas en profundidad. Sin embargo, la cuestión de que si los videojuegos de acceso anticipado pueden calificar para estos premios se planteó en 2017 cuando PlayerUnknown's Battlegrounds fue nominado para varios premios, incluyendo la categoría de Juego del Año para The Game Awards; en ese momento, PlayerUnknown's Battlegrounds se estaba acercando a su primer lanzamiento de acceso no anticipado, pero aun no se había publicado oficialmente fuera de él. Gamasutra consideró el concepto de acceso anticipado, en particular el enfoque de Steam, como una de las cinco tendencias en 2013 que definieron la dirección a la que se dirigía la industria de los videojuegos.
El enfoque de acceso anticipado ha sido criticado por algunos; como señaló Ben Kurchera de Polygon, el modelo de acceso anticipado valida el uso de videojuegos sin terminar como una "estrategia comercial válida". Mientras que aquellos jugadores que compran en el acceso anticipado obtienen un videojuego incompleto para jugar, probar y proporcionar información a los desarrolladores, estas personas también corren el riesgo de que el videojuego nunca se complete o sea un producto con una calidad debajo del promedio. Un estudio que analizó el Early Access de Steam a noviembre de 2014 encontró que solo el 25% de los títulos presentados como acceso anticipado habían llegado a un formato de publicación final. Sergey Galyonkin, el creador de la herramienta Steam Spy para estimar las ventas de videojuegos a través de los perfiles de Steam, identificó que contrario a la creencia popular, los títulos de acceso anticipado solo obtienen un gran impulso en las ventas cuando el videojuego se lanza por primera vez en Steam, en oposición a tener un segundo impulso de ventas una vez que el videojuego deja el acceso anticipado.
Al año 2014 y debido a algunos fracasos en la aplicación del modelo de acceso anticipado como Spacebase DF-9, el acceso anticipado ha adquirido una connotación negativa, ya que los videojuegos no tienen las garantías de calidad de los títulos completos y en el caso del Early Access de Steam, esta negatividad se produce debido a la falta de curación de contenidos y un debido proceso de pruebas de parte de Steam para asegurarse de que los videojuegos sean representativos de la descripción de la tienda. Algunos jugadores también se preocupan por el efecto de "doble inmersión" en el cual un videojuego puede promocionarse dos veces, primero a través de su introducción en el acceso anticipado y luego en su posterior lanzamiento completo. En noviembre de 2014, Valve actualizó sus reglas de acceso anticipado para los desarrolladores para resolver las inquietudes que se habían planteado. Entre ellas se incluye la afirmación de que los videojuegos con acceso anticipado deben estar en un estado alfa o beta reproducible, deben existir claras expectativas de cómo será el producto final del videojuego y que el desarrollador debe tener la intención de seguir trabajando en el desarrollo del videojuego y que debe ser financieramente estable para finalmente lanzar un producto terminado. Desde 2014, el acceso anticipado ha recuperado más aceptación ya que los desarrolladores adaptan mejor los proyectos para su lanzamiento a través de este modelo, normalmente creando bases suficientes para que el videojuego tenga un factor de entretenimiento y estabilidad técnica planificados y usando el enfoque de acceso anticipado para liberar contenido adicional y observar y adaptarse a las ideas emergentes que provienen de la base de jugadores que apoyan el uso del modelo mediante la compra del producto.
Los críticos han considerado que otros videojuegos han utilizado de forma correcta el enfoque de acceso anticipado a la luz de las preocupaciones anteriores, por lo general trayendo productos casi terminados con actualizaciones de contenido frecuentes y continuas e interacción directa entre el desarrollador y los jugadores para mejorar el producto antes de su lanzamiento final. Los videojuegos con características roguelike parecen adecuados para aprovechar el acceso anticipado, lo que permite a los desarrolladores modificar los sistemas de generación de procedimientos con los comentarios de los jugadores.